# Beware! Children at Play
Beware! Children at Play o Cuidado niños en juego en Hispanoamérica es una película de terror de 1989 dirigida por Mik Cribben y distribuida por Troma Entertainment. 

## Sinopsis
La película se desarrolla en un pequeño pueblo rural donde los niños comienzan a desaparecer y simultáneamente los adultos aparecen muertos en formas que recuerdan a rituales. Se revela posteriormente que los niños se fueron convirtiendo en un grupo de zombis caníbales mediante un lavado de cerebro por un adolescente perturbado, y que viven en el bosque.

## Repercusión
Esta película es una de las más controvertidas de Troma Entertainment debido a su grotesco final, una secuencia de diez minutos donde los habitantes del pueblo brutalmente asesinan a cada uno de los niños caníbales usando armas de fuego, horcas y otras armas. Según Lloyd Kaufman, cuando el tráiler de la película fue presentado en el Festival Internacional de Cine de Cannes antes de la proyección de Tromeo and Juliet, casi la mitad de los espectadores abandonaron la sala a modo de protesta.